# 문광석
문광석(한국 한자: 文光錫, 1996년 3월 2일 ~ )은 대한민국의 축구선수이며, 포지션은 골키퍼이다.

## 클럽 경력
문광석은 2018시즌을 앞두고 제주 유나이티드에 입단하면서 커리어를 시작했다.
2019시즌을 앞두고 성남 FC에 입단했다.
2020시즌을 앞두고 강원 FC로 이적했다.
2021시즌을 앞두고 K리그2의 부천 FC 1995로 이적했다. 하지만 2021년 3월 26일 음주운전 사건을 일으켜 부천과 계약해지 되었다.